# Danièle Douet
Danièle Douet (* 1953) ist eine französische Schauspielerin und Synchronsprecherin.

## Leben
Danièle Douet absolvierte eine professionelle Schauspielausbildung und wirkte seit Ende der 1970er-Jahre als Schauspielerin vor der Kamera in bislang mehr als 20 Film-und-Fernsehproduktionen mit, wo sie zumeist Nebenrollen spielte. Als Bühnendarstellerin wirkte sie an verschiedenen Theaterhäusern in zahlreichen Theaterstücken und Musicals mit.
Douet ist umfangreich als Synchronsprecherin aktiv und lieh dabei verschiedenen Schauspielerinnen wie Nicole Kidman, Cate Blanchett, Helen Hunt, Jennifer Beals, Gillian Anderson, Claudia Michelsen oder Valerie Koch ihre Stimme. Sie vertonte in französischer Sprache auch verschiedene Figuren in Animationsfilmen und Zeichentrickfilmen wie beispielsweise in Findet Nemo oder Sophie und Virginie.

## Filmografie (Auswahl)
- 1978: Die Büstenhalterkompanie
- 1994: Die Sandburg
- 1995: Lehrer auf Abruf
- 2006: Das Mädchen, das die Seiten umblättert
- 2008: Erzähl mir was vom Regen
- 2013: Candice Renoir (Fernsehserie, 1 Folge)
- 2017: Call My Agent! (Fernsehserie, 1 Folge)
- 2019: Von wegen altes Eisen